# Air Jordan

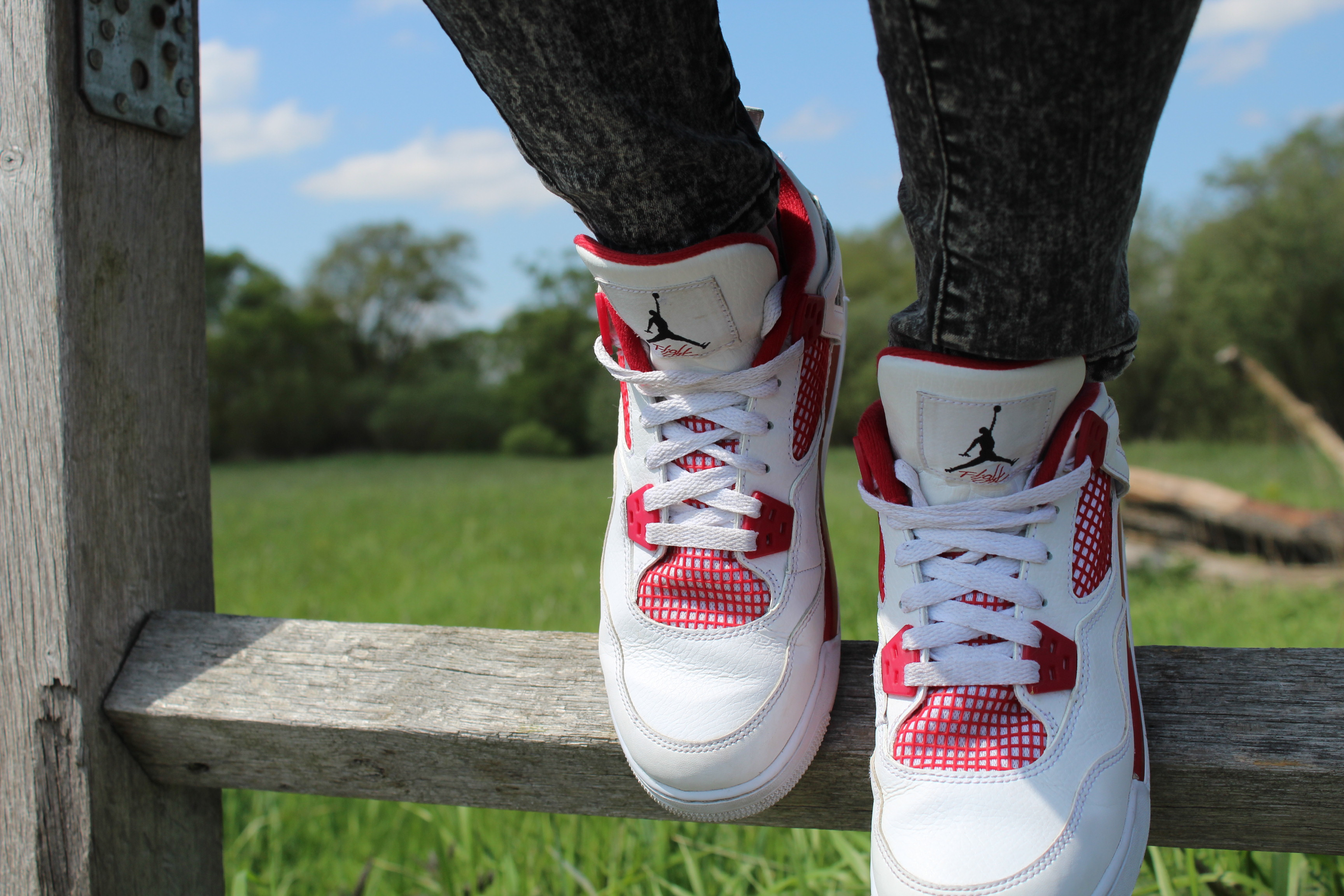

Air Jordan — іменний бренд, розроблений американською компанією Nike для легендарного баскетболіста Майкла Джордана, також відомий як Jordans. Основний акцент — високоякісне дороге баскетбольне взуття та одяг. Бренд також виробляє взуття для боксерів, професійних борців, а також гравців в американський футбол.
У 1984 році Філ Найт, голова ради директорів Nike, підписав контракт з новачком Національної Баскетбольної Асоціації Майклом Джорданом. Візитна картка бренду — серія високоякісних баскетбольних кросівок «Air Jordans». Це взуття завоювало любов і повагу баскетболістів з усього світу. Air Jordan вперше надійшли в продаж в 1985 році (Джордан вперше одягнув кросівки в дебютному сезоні НБА 1984/85).
JUMPMAN (англ. Jumpman — буквально, стрибуча людина) назва логотипа, який можна побачити на всіх баскетбольних товарах бренду Jordan Brand. Вперше цей логотип з'явився в третій за рахунком серії кросівок Air Jordan.

## Важливі моделі кросівок

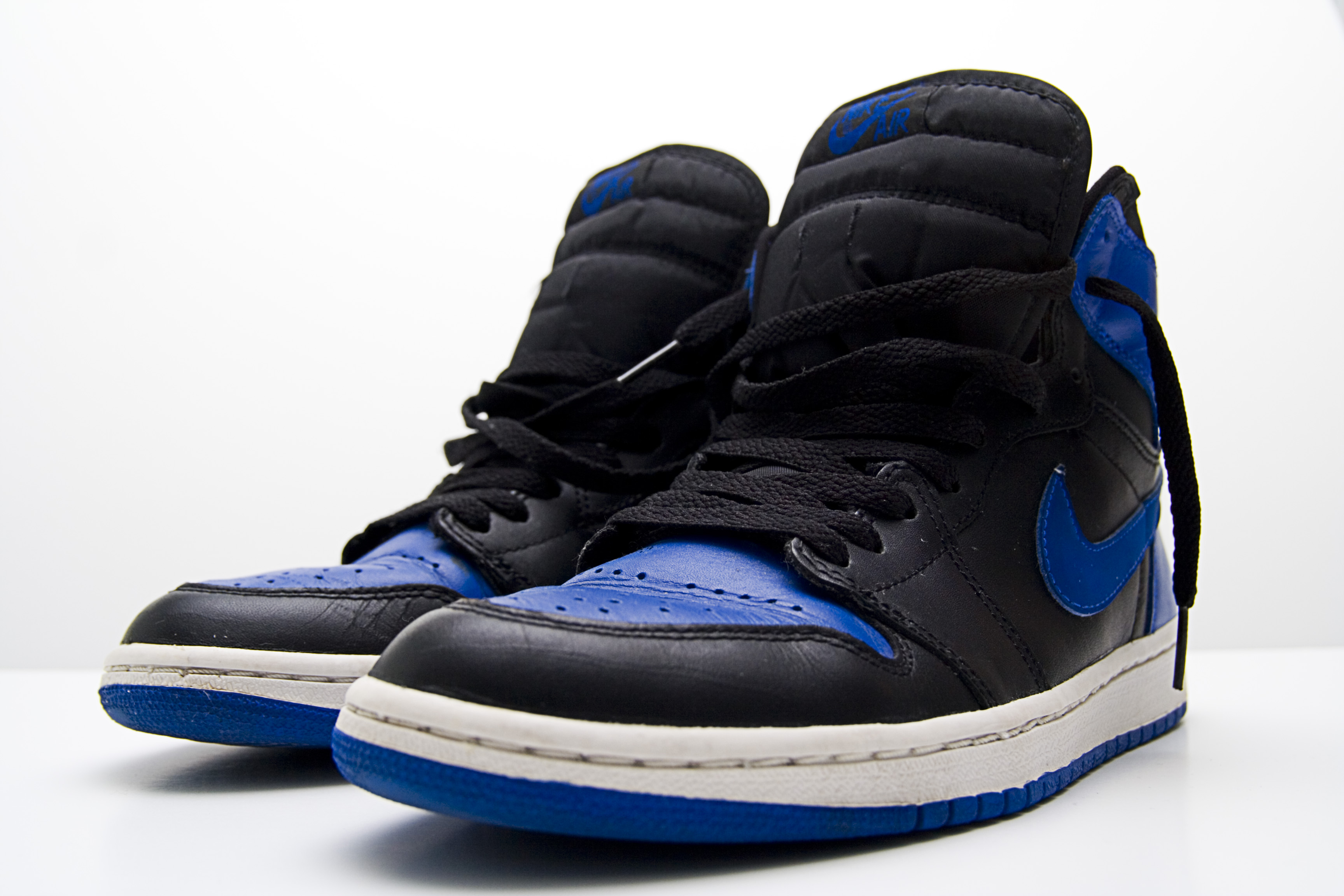
Air Jordan I — перші кросівки Nike, розроблені для Майкла Джордана

### Jordan I
Попри те, що ім'я Тінкера Хетфілда найбільш пов'язано з дизайном лінії Air Jordan, Air Jordan I були розроблені Пітером Муром. Air Jordan I були вперше випущені в 1985 році в червоно-чорному забарвленні. Девід Стерн штрафував Майкла Джордана на 5 тисяч доларів за кожну гру, проведену в цих не відповідних до дрес-коду ліги кросівках, але у Nike це використовували як рекламу. Джордан регулярно виходив на гру в «заборонених» кросівках, НБА штрафувала його, при цьому Nike збільшили продажі з 870 мільйонів до 4 мільярдів доларів на рік. Nike потім створили кросівки інших кольорів. Джордан в дебютному сезоні завоював престижну премію Новачок року НБА.

### Jordan II
Дизайн других за рахунком кросівок серії Air Jordan був виготовлений іншою людиною — Брюсом Килгоре. Модель кросівок Jordan II була інноваційніша попередньої. Кросівки випускалися з 1987 по 1988 рр.

### Jordan III
У 1988 році Джордан був близький до того, щоб наслідувати приклад Патріка Юінга і організувати власне виробництво кросівок. «Nike» врятували становище, довіривши розробку нової іменної моделі Тінкеру Хетфілду. Дизайнер не побоявся змінити технологічний процес і запропонував Майклу брати участь в роботі. На Air Jordan III вперше з'явилися «Jumpman logo» , винайдена Хетфілдом повітряний прошарок в підошві і розроблене з подачі Джордана «слонове тиснення». У цих кросівках Джордан завоював перший титул MVP регулярного чемпіонату, єдине в кар'єрі звання «Містер замок» і здобув другу перемогу у конкурсі по кидках зверху. Рекламну кампанію для нової моделі зняли з участю Спайка Лі.

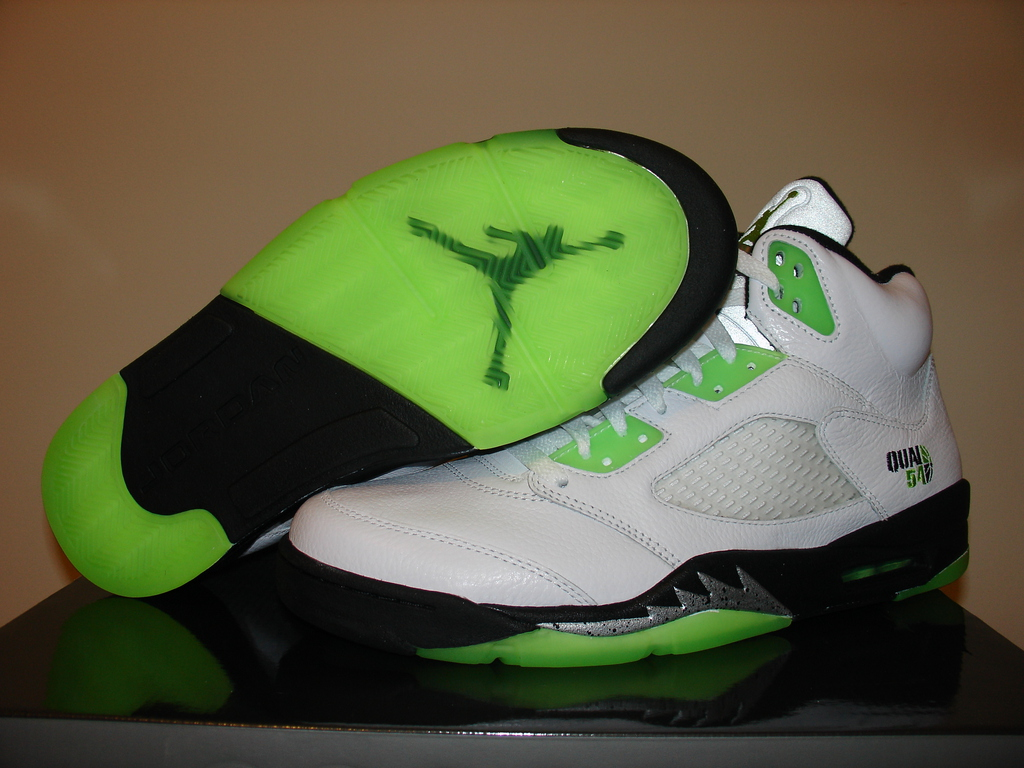
Air Jordan V — найвищий показник продажі кросівок Nike із серії Air Jordan

### Jordan V
П'ята версія кросівок, мала три особливості: прозора підошва, рефлексуючий язичок і фіксуючий шнуротримач. Серед всієї лінії Air Jordan найбільші продажі припали на цю модель.

### Jordan VII
Air Jordan VII були випущені в 1992 році. Тинкер Хетфілд створив Air Jordan VII схожими на попередню модель. У кросівках використовувалася унікальна технологія фіксації ноги Nike Huarache. Модель Air Jordan VII також відома як «Банні», тому що в рекламі взуття використовувався мультиплікаційний персонаж Багз Банні.
Коли Джордан вирушив на Олімпіаду в Барселоні в 1992 році, щоб грати за чоловічу баскетбольну команду США (також відому як «Dream Team»), Nike випустили спеціальну модель комбінованого кольору моделі Air Jordan VII з номером 9, в той час, як на всіх попередніх моделях Air Jordan завжди був номер 23.

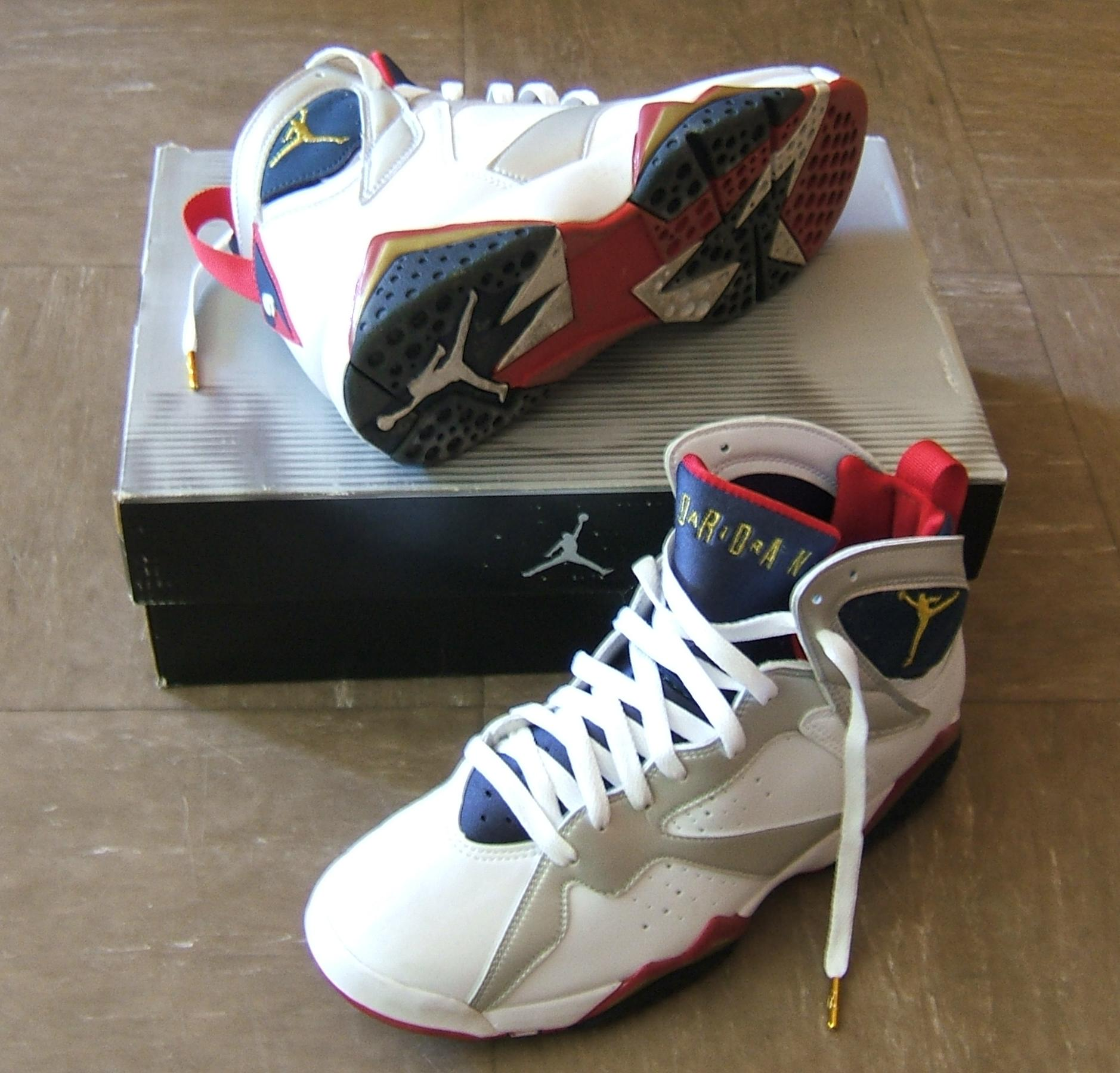
Air Jordan VII — кросівки, розроблені для Майкла Джордана для участі в Олімпійських іграх 1992

### Jordan VIII
Кросівки Air Jordan VIII випущені в 1993 році. В них Майкл Джордан набрав своє 20000 очко, виборов свій третій поспіль титул чемпіона НБА у складі «Chicago Bulls», здолавши у фінальній серії 1992-93 року Phoenix Suns. Безпосередньо після цього сезону Майкл завершив баскетбольну кар'єру вперше. У дизайні Air Jordan VIII були застосовані перехрещені фіксаційні ремінці хрест-навхрест, оригінальне «кольорове» графіті на бічній стінці кросівки і «вовняний» логотип-латочка «jumpman» на язичку.

### Jordan XI
Після релізу не найвдаліших Air Jordan X компанія Nike випередила конкурентів, випустивши наступне покоління кросівок c унікальним дизайном, проробленою системою вентиляції і технологією амортизації. Після дворічної перерви в баскетбол повернувся Джордан, і кросівки Air Jordan XI потрапили до фільму «Космічний джем».

### Jordan XXIII
У 2008 році дизайнер класичних моделей «Джорданів» Тинкер Хетфілд повернувся, щоб розробити ювілейні для бренду Air Jordan XXIII. Кросівки отримали незвичайний бічний візерунок, при цьому ліва і права сторона не повторювали один одного, підошву в формі відбитків пальців Майкла Джордана, гребінець ззаду.